# التقسيم الإداري في الكويت

محافظات الكويت الست.

تُقسم الكويت إلى ستة مُحافظات في المُستوى الإداري الأول، وكل مُحافظة تُقسم إلى عدّة مناطق كمُستوى إداري ثاني. حيث بلغ مجموع عدد المناطق أكثر من 200 منطقة إضافةً إلى تسعة جُزر. منها حوالي أكثر من 125 منطقة سكنية وصناعية، أما المناطق الباقيّة فهي مناطق صحراوية نائية ليست بالمعروفة.